# Bas Collette
Prof. Dr. Bastiaan Jacob (Bas) Collette (13 oktober 1930 - 11 november 1991) was een Nederlands geofysicus. Hij organiseerde talrijke zeegaande expedities waarmee invulling werd gegeven aan de theorie van de platentektoniek voor de bodem van de Atlantische Oceaan.

## Studie
In 1946 ging hij geologie studeren aan de Rijksuniversiteit Utrecht. Hij ging verder in de geofysica en promoveerde in 1954 bij Felix Vening Meinesz op de vraag hoe de negatieve zwaartekrachtanomalieën aan de westkant van Indonesië in stand kunnen blijven. Hij liet zien dat een theorie van Van Bemmelen hierover ontoereikend was. In 1952 was Bas Collette bij Vening Meinesz assistent geworden, in 1954 werd hij diens hoofdassistent.

Zwaartekrachtanomalieën op en rond de Noordzee

## Noordzee
Om te kijken naar een samenhang tussen het omhoogkomen van Scandinavië na de IJstijd en een eventueel wegzakken van de Lage Landen deed Collette zwaartekrachtmetingen op de Noordzee. De overheid wilde weten of een dergelijk wegzakken een oorzaak kon zijn voor de Watersnoodramp van 1953. Daarvoor werden geen aanwijzingen gevonden. Vening Meinesz had zijn zwaartekrachtmetingen gedaan met onderzeeboten om de verstorende deining aan het zeeoppervlak te vermijden. Het zuidelijk deel van de Noordzee was te ondiep voor het gebruik van onderzeeërs. Collette werkte daar met een fregat, dat telkens werd stilgelegd om meetapparatuur naar de zeebodem neer te laten. Het Noordzee-onderzoek werd zo in drie fasen uitgevoerd:
1. Zomer 1955 met het fregat Hr.Ms. Vos
2. September 1956 met de onderzeeër Hr.Ms. Zeeleeuw
3. Oktober 1957 met het fregat Hr.Ms. Fret

In 1958 deed Collette ook nog laboratoriumexperimenten aangaande het omhoogkomen van Scandinavië na het verdwijnen van de ijslast uit de IJstijd.

## Academische loopbaan
In 1962 was Bas Collette een van de oprichters van het Vening Meinesz Laboratorium voor Geofysica en Geochemie (VML), een onderdeel van de Rijksuniversiteit Utrecht. In 1972 kreeg hij een persoonlijk lectoraat in de Mariene Geofysica, in 1980 werd dit omgezet in een gewoon hoogleraarschap.

## Atlantische Oceaan
Gedurende twintig jaar bouwde Bas Collette een grote verzameling gegevens op tijdens expedities op de Atlantische Oceaan.

### Navado-project (1964-1965)
Navado was de afkorting van North Atlantic Vidal and Dalrymple Oceanography. De Vidal en de Dalrymple waren Engelse schepen. Op een gegeven moment werd de Dalrymple vervangen door het Nederlandse marineschip Hr.Ms. Snellius (A907) en kreeg Nederland een aandeel in het project. Het KNMI verrichtte magnetische metingen. De Atlantische Oceaan werd een aantal malen langs breedtecirkels overgestoken.

### Kroonvlagproject (1967-1980)
In het Kroonvlagproject werd meegevaren met schepen van de Koninklijke Nederlandse Stoomboot-Maatschappij (KNSM) die hun gewone reizen uitvoerden tussen Nederland, Suriname en de Nederlandse Antillen. De kroonvlag was de vlag van de KNSM. Aan het Kroonvlagproject werd meebetaald door de NAVO en door verschillende oliemaatschappijen, hoewel er geen sprake was van het vinden van olie in de diepzee. Er werden seismische en magnetische metingen gedaan. Zwaartekracht was in deze omstandigheden te lastig. In vergelijking met speciale onderzoeksschepen voeren deze koopvaardijschepen snel, 14 tot 16 knopen. Dat vergde de nodige aanpassingen aan de meetapparatuur. In totaal werden tijdens 39 oversteken metingen verricht. De gekarteerde zone was 650 kilometer breed. Schepen die werden gebruikt, waren de Themis, de Aegis, de Daphnis, de Charis, de Chiron, de Aristoteles, de Marathon, de Mercurius, de Achilles, de Palamedes en andere. Voor deze unieke vorm van samenwerking werd de KNSM (in het Engels de Royal Netherlands Steamship Company) in 1981 op initiatief van Bas Collette geëerd in de naamgeving van de Royal Trough (16° 10′ NB, 49° 20′ WL). Voor het onderzoek van deze trog (door de Marathon) en voor enkele andere uitzonderlijke gebieden werd tegen extra betaling speciaal omgevaren. Overigens was de Royal Trough al in 1965 ontdekt door de Vidal. Drie KNSM-schepen gaven hun naam aan breukzones op de zeebodem: de Charis-breukzone (33° 4′ NB, 39° 38′ WL), de Mercurius-breukzone (12° 8′ NB, 43° 55′ WL) en de Marathon-breukzone (12° 37′ NB, 44° 26′ WL). Doordat er nog geen satellietnavigatie was, komen in de Kroonvlaggegevens horizontale positie-afwijkingen tot 15 kilometer voor.
Verder kon bij de Marine nog tweemaal worden meegevaren met het zusterschip van de genoemde Hr. Ms. Snellius, de Hr.Ms. Luymes (A902): in 1969 van Suriname via Dakar naar Nederland en in 1972 van Curaçao naar Nederland. Deze reis, eindigend op 21 december 1972 in Den Helder, was de laatste reis van de Luymes.

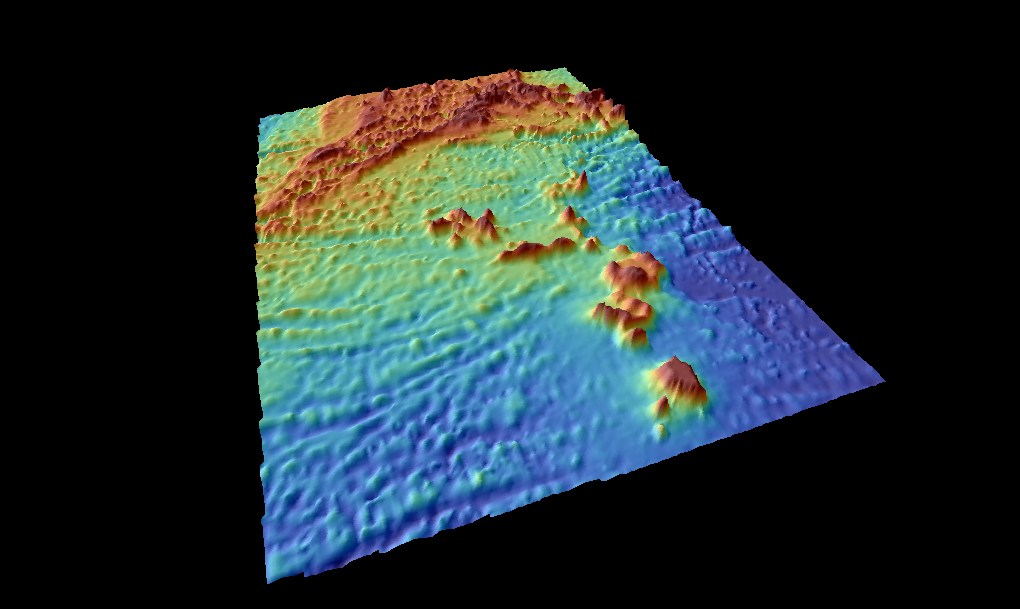
Het Atlantis-Meteor-complex

### Vaarplanproject (1974-1983)
In 1973 kwam er een nationaal programma voor onderzoek op de oceaan. Het VML kon nu eigen cruises opzetten. Hiervoor werden twee schepen gebruikt:
- De Tydeman (A906), hydrografisch vaartuig van de Nederlandse Marine, opvolger van de Snellius en de Luymes.
- De Tyro, een schip oorspronkelijk gebouwd voor het vervoer van vee tussen Nederland en Ierland.

Dankzij een zwaartekrachtmeter ontwikkeld door het Duitse bedrijf Bodenseewerk was het inmiddels mogelijk geworden zwaartekracht gewoon vanuit het ruim van een varend schip te meten. In 1975 en 1977 werd de Mid-Atlantische Rug gekarteerd tussen 12 en 18 graden noorderbreedte. In 1979 en 1980 werd het Atlantis-Meteor-complex onderzocht, een onderzees gebergte ten zuiden van de Azoren. In 1981 werd de omgeving van de Canarische Eilanden verkend. In 1982 waren de Researcher Ridge (15° 0′ NB, 49° 30′ WL) en opnieuw de Royal Trough aan de beurt en ten slotte in 1983 de Madeira-Tore Rise (37° 0′ NB, 14° 0′ WL).

### Nedlloydproject (1984)
Het Nedlloydproject was een voortzetting van het Kroonvlagproject: de KNSM was inmiddels opgegaan in Nedlloyd. Het Kroonvlagproject had vooral gegevens opgeleverd over de Afrikaanse Plaat. Het Nedlloydproject bestond uit drie overtochten met de Nedlloyd Hollandia via de Noord-Amerikaanse Plaat.

### Seasat
In de jaren 1980 kwamen de waarnemingen beschikbaar van de vlucht van Seasat in 1978. Met radar mat deze satelliet nauwkeurig de hoogte van de zeespiegel. Die hoogte richt zich naar de onderliggende zeebodem: een onderzeese berg van 2000 meter hoog veroorzaakt een bobbel van 20 centimeter op het zeeoppervlak. Een nauwkeurigheid van 10 centimeter werd bereikt door metingen te middelen over telkens zeven kilometer. Zo kon ook een beeld worden verkregen van gebieden die niet door onderzoeksschepen waren bevaren.

### Enkele resultaten
- De bodem van de Atlantische Oceaan bestaat uit de Mid-Atlantische Rug en loodrecht daarop in principe evenwijdige breukzones. Breukzones vinden hun oorsprong in krimpscheuren die ontstaan door afkoeling van nieuw bovengekomen oceanische korst.[24] Op de spreidingsrug kunnen dergelijke breukzones transformbreuken worden, die de spreidingsrug in segmenten verdelen. De transformvallei is het gevolg van een gebrek aan aanvoer op de einden van de spreidingssegmenten.[5]
- Knikken in het patroon van breukzones maken het mogelijk een reconstructie van de spreidingsgeschiedenis te maken.[22] Deze reconstructie wordt nog steeds verder verfijnd en uitgebreid.[25]
- De Fifteen-Twenty-breukzone (15° 20′ NB, 45° 52′ WL), die wordt omsloten door de Researcher Ridge en de Royal Trough, is de huidige grens tussen de Noord-Amerikaanse Plaat en de Zuid-Amerikaanse Plaat. In het tijdperk voor tien miljoen jaar geleden moet deze plaatgrens meer naar het zuiden gelegen hebben.[22]
- Het Atlantis-Meteor-complex kan ontstaan zijn door het wrikken, wringen en breken van oceanische korst. Het is niet nodig de hulp in te roepen van een hotspot.[26] Hetzelfde zou zelfs kunnen gelden voor de New England Seamounts (37° 0′ NB, 62° 0′ WL), die alom worden gezien als schoolvoorbeeld van hotspotwerking.[22]

## Brest
Midden jaren 1980 werd Collettes vakgroep in Utrecht wegbezuinigd. Hij nam de wijk naar het onderzoekscentrum Ifremer in Brest (Frankrijk). De gegevens die in de loop van vele jaren verzameld waren, werden hiernaartoe overgebracht, evenals het softwarepakket FELIX (voornaam van Vening Meinesz) dat nodig was om die gegevens toegankelijk te maken. Op het Ifremer deed Collette onderzoek naar het spreidingsproces in de Golf van Biskaje.

## Wat blijft
- Bas Collette was in 1970 oprichter van het wetenschappelijk tijdschrift Marine Geophysical Researches bij uitgeverij D. Reidel in Dordrecht. Tegenwoordig heet dit tijdschrift Marine Geophysical Research en wordt het uitgegeven door Springer Science+Business Media.
- De Collette Spur (45° 40′ NB, 3° 53′ WL), een kleine onderzeese uitloper van het Europees continentaal plat in de Golf van Biskaje, is naar Bas Collette genoemd.[16] Deze naamgeving werd in 2001 voorgesteld door Franse collega's.